# マノン・アンドレ
マノン・アンドレ（Manon André、1986年9月22日 – ）は、フランスの女子ラグビーユニオン選手。女子フランス代表に選出され、女子ラグビーワールドカップに4大会連続で出場（2006年大会、2010年大会、2014年大会、2017年大会）。